# Моа Јелмер
Моа Јелмер (швед. Moa Elin Marianne Hjelmer; Стокхолм, 19. јун 1990) је шведска атлетичарка, специјалиста за трчање на 200 м и 400 м, национална рекордерка на 400 метара на отвореном и у дворани. 

## Спортска биографија
Јелмер је део омладинског националног тима Шведске од 2006. Године 2007. учествовала је на омладинском првенству у Острави, где је завршила на 17. месту на 200 метара. Дана 26. јануара 2008, дебитовала је у сениорској репрезентацији у такмичењу у Глазгову.
Значајнији резултати су приказани у табели испод овог дела текста.
Дана 13. децембра 2013. Јелмер је објавила да је трудна и да се неће такмичити током 2014.

## Значајнији резултати
| Год.    | Такмичење                     | Место     | Плас.   | Дисциплина | Резултат |
| Шведска | Шведска                       | Шведска   | Шведска | Шведска    | Шведска  |
| ------- | ----------------------------- | --------- | ------- | ---------- | -------- |
| 2009    | Европско првенство за јуниоре | Нови Сад  | 3.      | 400 м      | 54,01    |
| 2010    | Европско првенство            | Барселона | 7.      | 4 x 100 м  | 43,75    |
| 2011    | Европско првенство за У—23    | Острава   | 2.      | 200 м      | 23,24    |
| 2012    | Европско првенство            | Хелсинки  | 1.      | 400 м      | 51,13    |
| 2013    | Европско првенство у дворани  | Гетеборг  | 3.      | 400 м      | 52,04    |

## Лични рекорди
| Дисциплина   | Резултат | Датум             | Место     |
| на отвореном |          |                   |           |
| ------------ | -------- | ----------------- | --------- |
| 100 м        | 11,78    | 9. јул 2015.      | Лозана    |
| 200 м        | 23,19    | 13. јул 2013.     | Осло      |
| 400 м        | 51,13    | 29. јун 2012.     | Хелсинки  |
| у дворани    |          |                   |           |
| 200 м        | 23,32    | 17. фебруар 2013. | Норћепинг |
| 400 м        | 52,04    | 3. март 2013.     | Гетеборг  |